# Résolution 6 du Conseil de sécurité des Nations unies
Membres permanents
- Chine
- États-Unis
- France
- Royaume-Uni
- URSS

Membres non permanents
- Australie
- Brésil
- Égypte
- Mexique
- Pays-Bas
- Pologne

Résolution no 5 Résolution no 7
La résolution 6 est une résolution du Conseil de sécurité de l'ONU votée le 17 mai 1946, qui décide que les demandes d'admission de nouveaux membres seront étudiées en séance en août 1946. Celles parvenues avant le 15 juillet 1946 seront étudiées par un comité composé d'un représentant  de chaque membre du conseil de sécurité. Cette décision a été adoptée à l'unanimité.

## Texte
- Résolution 6 sur fr.wikisource.org
- Résolution 6 sur en.wikisource.org